# Pieczynek
Pieczynek – wieś krajeńska w Polsce położona w województwie wielkopolskim, w powiecie złotowskim, w gminie Złotów. Do 31 grudnia 2021 była częścią wsi Zalesie.
W latach 1975–1998 miejscowość administracyjnie należała do województwa pilskiego.